# Orneostoma
Orneostoma is een geslacht van vlinders van de familie venstervlekjes (Thyrididae).

## Soorten
- O. albitessellata Hampson, 1914
- O. subpulchra Warren, 1907